# Viola keiskei
Viola keiskei Miq. – gatunek roślin z rodziny fiołkowatych (Violaceae). Występuje naturalnie na Półwyspie Koreańskim i w Japonii. 

## Morfologia

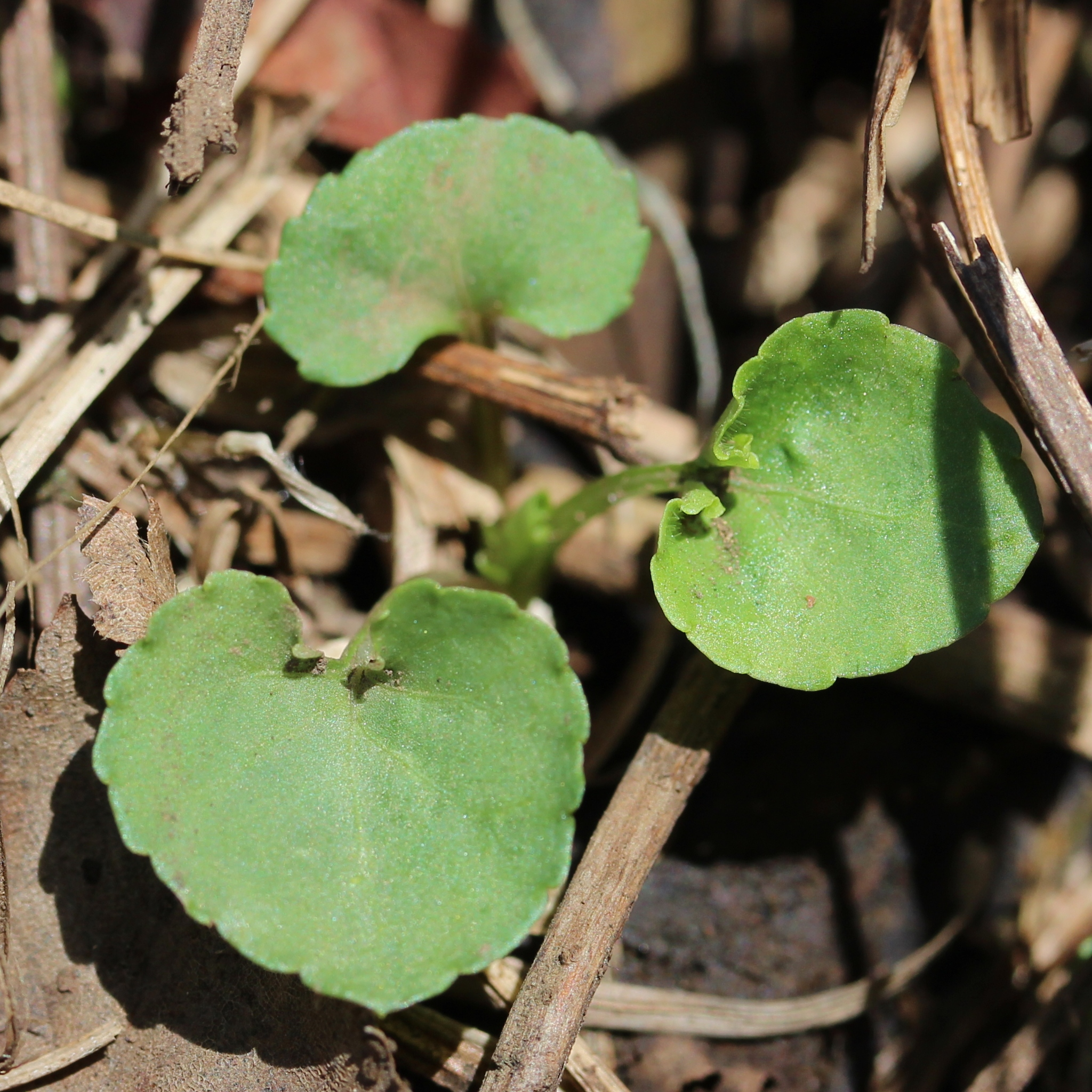
Liście

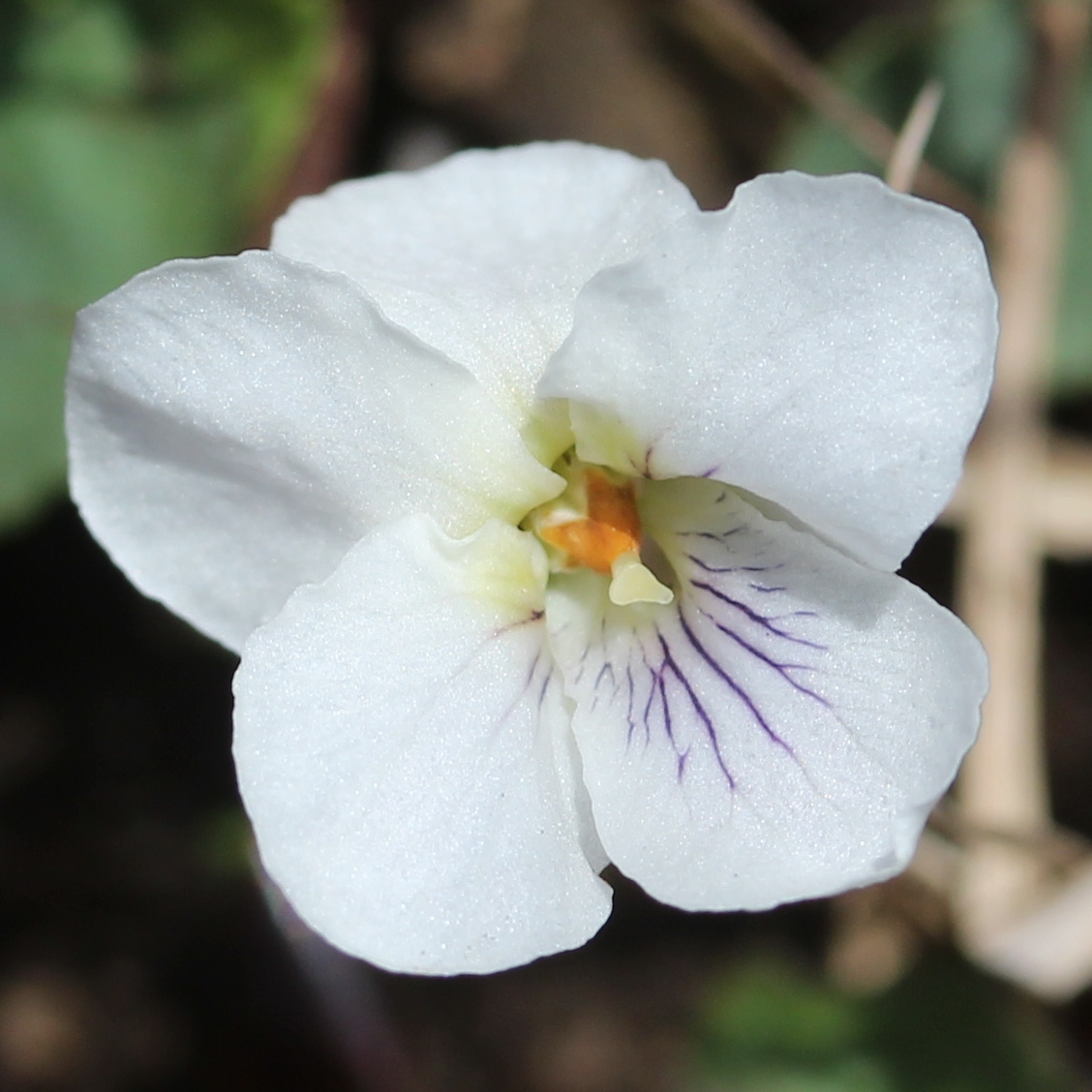
Kwiat

PokrójBylina dorastająca do 5–10 cm wysokości, tworzy kłącza.
LiścieBlaszka liściowa ma okrągławy kształt. Mierzy 2–4 cm długości oraz 1,5–3 cm szerokości, jest karbowana na brzegu, ma sercowatą nasadę i tępy wierzchołek. Ogonek liściowy jest owłosiony i ma 2–10 cm długości. Przylistki są owalnie lancetowate.
KwiatyPojedyncze, wyrastające z kątów pędów. Mają działki kielicha o podługowato lancetowatym kształcie. Płatki są odwrotnie jajowate lub podługowate, mają białoróżową barwę oraz 10–14 mm długości, dolny płatek posiada obłą ostrogę o długości 6-7 mm.

## Biologia i ekologia
Rośnie w lasach. 